# Нойес Дойчланд
„Нойес Дойчланд“ (на немски: Neues Deutschland, съкратено ND, в буквален превод „Нова Германия“) е ежедневник в Германската демократична република.
В продължение на 43 години той e официален партиен вестник на германската единна социалистическа партия (ГЕСП), която управлява Източна Германия ГДР като диктатура и като такава служи като един от най-важните органи на партията. Първоначално вестникът има сталинистка политическа позиция. Той запазва марксистко-ленинската си позиция до обединението на Германия през 1990 г. „Нойес Дойчланд“, който съществува в Източна Германия, има тираж от 1,1 милиона към 1989 г. и е основният начин на комунистическата партия да покаже на гражданите своите позиции и мнения относно политиката, икономиката и т.н. Той е смятан от чужди държави за дипломатическия глас на комунистическия режим.
След падането на Берлинската стена „Нойес Дойчланд“ губи 98% от читателите си и има тираж от 17 186 към 2021 г. Между 2019 г. и 2020 г. броят на продадените копия и абонаментите е намалял с 14,8%. От 1990 г. вестникът променя политическия си облик и вече е на демократично-социалистическа политическа позиция. Вестникът е както политически, така и финансово обвързан с един от бившите си собственици, Левицата, която притежава издателството и печатниците до края на 2021 г. От 2022 г. вестникът се издава от кооперация от служители и абонати и официално е наречен nd.

## Източна Германия
ND е създаден през 1946 г. като Lizenzzeitung, след като Социалдемократическата партия на Германия (СДПГ)  и Комунистическата партия на Германия (КПГ) са насилствено слети, за се да обединят в съветската окупационна зона на Германия. Първото издание на ND е публикувано на 23 април 1946 г. във връзка с новото обединение. ND заменя вестника на СДПГ Das Volk и вестника на КПГ Deutsche Volkszeitung. Карл Марон е първият главен редактор на всекидневника и служи на поста до 1950 г.
Преди обединението на Германия през октомври 1990 г. ND има милионен тираж и е на второ място след младежкия вестник Junge Welt по аудитория. През този период главен редактор на ND е Волфганг Шпикерман. Твърди се обаче, че „Нойес Дойчланд“ не успява да достигне до голяма част от източногерманското население.

## След обединението
След обединението читателите на ND значително намаляват. През 2020 г. ND е с тираж 18 595 броя. Докато повечето големи вестници в Германия имат проблем с намаляващите тиражи, ND е особено уязвим, тъй като мнозинството от неговите читатели са на възраст над 60 години. ND произвежда както национално издание, така и регионални издания за Берлин и Бранденбург.
Юрген Реенц, който има политически корени както в Партията на демократичния социализъм, така и в Зелената партия, става главен редактор на ND през 1999 г. Една от основните му цели е да трансформира имиджа на ND от пропагандна брошура в по-уважаван вестник. Три месеца по-късно управлението на вестника поема Олаф Копе.
Всеки брой на всекидневника между 1945 и 1990 г. е дигитализиран от Берлинската държавна библиотека през юни 2013 г.

### Профил
Днес ND е ориентиран към демократична социалистическа гледна точка и е частна собственост на политическата партия „Левицата“, пряк наследник на ГЕСП. Двойната цел на вестника е да даде глас на хората в Източна Германия и да представлява демократичната социалистическа гледна точка, без да бъде орган на левицата или друга политическа партия. Докато темите от Източна Германия доминират във функциите и страниците на общността, политическият раздел разглежда лявата политика в цяла Германия. На страниците на вестника са представени и автори и политици от различни политически среди. Например Фридрих Шорлемер, известен критик на левицата и политическата левица като цяло, е гост-писател.
Включени са и други традиционни раздели на вестник, като страница със съвети, телевизионен справочник, известия и обяви, колони с мнения и тематични раздели, занимаващи се със здраве, околна среда и други въпроси. Писмата до редактора често се цитират като примери за гледни точки на партията на левицата от други медийни източници. Както при повечето ежедневни немски вестници, ND се публикува всеки ден от понеделник до петък, с издание през уикенда, публикувано в събота.
През ноември 2006 г. вестникът стартира и младежка рубрика, наречена Sacco and Vanzetti. От март 2007 г. ND започва да публикува онлайн.
От 1 януари 2022 г. вестникът се издава от кооперация, като по този начин става независим от левицата. От тогава той официално приема името nd.